# Albert Deullin
Albert Louis Deullin (24. srpna 1890, Épernay – 29. května 1923, Villacoublay) byl 14. nejúspěšnějším francouzským stíhacím pilotem první světové války s celkem 20 uznanými a 5 pravděpodobnými sestřely.
Během války získal mimo jiné tato vyznamenání: Légion d'honneur a Croix de Guerre.
Zahynul 29. května 1923 ve Villacoublay při letecké nehodě.